# Ehingen (Mittelfranken)
Ehingen este o comună aflată în districtul Ansbach, landul Bavaria, Germania.